# Pizza (llenguatge de programació)
|  | Per a altres significats, vegeu «Pizza (desambiguació)». |

Pizza és un superconjunt del llenguatge de programació Java open-source amb les següents noves característiques:
- Genèrica
- Punter de funció
- Classes de casos i comprovació de patrons (a.k.a. Tipus de dades algebraics)

L'agost de 2001, els desenvolupadors van fer un compilador capaç de treballar amb Java. La majoria de les aplicacions de Pizza es poden executar en un entorn Java, però certs casos causaran problemes.
El treball sobre el Pizza ha estat més o menys parat des de 2002. Els seus principals desenvolupadors s'han concentrat en canvi en el projecte de Generic Java, un altre intent de posar els genèrics en Java que va ser finalment adoptat en la versió oficial d'idiomes 1.5. La coincidència de patrons i una altra programació funcional-com característiques s'han desenvolupat encara més en el Scala.
Martin Odersky comentar: "hem volgut integrar la funcional i orientat a objectes parts d'una forma més neta del que hem estat capaços d'arribar abans amb el llenguatge Pizza. […] En Pizza vam fer un intent clunkier i, a Scala crec que hem aconseguit una integració molt més suau entre els dos."

## Exemple
```
public
 
final
 
class
 
Main
 

{

 
public
 
int
 
main
(
String
 
args
[]
)
 
{

 
System
.
out
.
println
()

 
new
 
Lines
(
new
 
DataInputStream
(
System
.
in
))

 
.
takeWhile
(
nonEmpty
)

 
.
map
(
fun
(
String
 
s
)
 
->
 
int
 
{
 
return
 
Integer
.
parseInt
(
s
);
 
})

 
.
reduceLeft
(
0
,
 
fun
(
int
 
x
,
 
int
 
y
)
 
->
 
int
 
{
 
return
 
x
 
+
 
y
;
 
}));

 
}

}

```